# Формула-1 — Гран-прі Бельгії 2019
Гран-прі Бельгії 2019 (офіційно Formula 1 2019 Johnnie Walker Belgian Grand Prix) — автоперегони чемпіонату світу Формули-1, які відбулися 1 вересня 2019 року на гоночній трасі Спа-Франкоршам в Спа, Бельгія. Це тринадцятий етап чемпіонату світу, сімдесят п'яте Гран-прі Бельгії і шістдесят четверте в межах Чемпіонату Світу з Формули-1.

## Передумови
Під час літньої перерви команда Ред Булл вирішила, що у другій половині сезону напарником Макса Ферстаппена стане пілот команди Торо Россо, Алекс Албон, який замінить П'єра Гаслі.
Незадовго від початку п'ятничних тренувань стало відомо, що пілот команди Альфа Ромео, Кімі Ряйкконен, може пропустити Гран-прі Бельгії через травму лівої ноги. Його може замінити резервний гонщик команди Маркус Ерікссон. Також проблеми із сухожиллям на нозі діагностували у пілота Макларен, Ландо Норріса. Однак гонщики таки взяли участь у перегонах.
Шість гонщиків отримали штрафи за незаплановану зміну компонентів енергоблоку.

## Кваліфікація
| Поз.                   | №  | Пілот              | Конструктор     | Q1       | Q2       | Q3       | Старт |
| ---------------------- | -- | ------------------ | --------------- | -------- | -------- | -------- | ----- |
| 1                      | 16 | Шарль Леклер       | Ferrari         | 1:43.587 | 1:42.938 | 1:42.519 | 1     |
| 2                      | 5  | Себастьян Феттель  | Ferrari         | 1:44.109 | 1:43.037 | 1:43.267 | 2     |
| 3                      | 44 | Льюїс Гамільтон    | Mercedes        | 1:45.260 | 1:43.592 | 1:43.282 | 3     |
| 4                      | 77 | Вальттері Боттас   | Mercedes        | 1:45.141 | 1:43.980 | 1:43.415 | 4     |
| 5                      | 33 | Макс Ферстаппен    | Red Bull Racing | 1:44.622 | 1:44.132 | 1:43.690 | 5     |
| 6                      | 3  | Данієль Ріккардо   | Renault         | 1:45.560 | 1:44.103 | 1:44.257 | 10    |
| 7                      | 27 | Ніко Гюлькенберг   | Renault         | 1:45.899 | 1:44.549 | 1:44.542 | 12    |
| 8                      | 7  | Кімі Ряйкконен     | Альфа Ромео     | 1:45.842 | 1:44.140 | 1:44.557 | 6     |
| 9                      | 11 | Серхіо Перес       | Racing Point    | 1:45.732 | 1:44.707 | 1:44.706 | 7     |
| 10                     | 20 | Кевін Магнуссен    | Haas-Ferrari    | 1:45.839 | 1:44.738 | 1:45.086 | 8     |
| 11                     | 8  | Ромен Грожан       | Haas-Ferrari    | 1:45.694 | 1:44.797 |          | 9     |
| 12                     | 4  | Ландо Норріс       | McLaren-Renault | 1:46.154 | 1:44.847 |          | 11    |
| 13                     | 18 | Ленс Стролл        | Racing Point    | 1:46.000 | 1:45.047 |          | 16    |
| 14                     | 23 | Александр Албон    | Red Bull Racing | 1:45.528 | 1:45.799 |          | 17    |
| 15                     | 99 | Антоніо Джовінацці | Альфа Ромео     | 1:45.637 | без часу |          | 18    |
| 16                     | 10 | П'єр Гаслі         | Торо Россо      | 1:46.435 |          |          | 13    |
| 17                     | 55 | Карлос Сайнс       | McLaren-Renault | 1:46.507 |          |          | 15    |
| 18                     | 26 | Данило Квят        | Торо Россо      | 1:46.518 |          |          | 19    |
| 19                     | 63 | Джордж Рассел      | Williams        | 1:47.548 |          |          | 14    |
| Правило 107%: 1:50.838 |    |                    |                 |          |          |          |       |
| НК                     | 88 | Роберт Кубіца      | Williams        | без часу |          |          | ПЛ    |
| Джерела:               |    |                    |                 |          |          |          |       |

1. ↑  Данієль Ріккардо отримав штраф з втратою 5-ти місць за незаплановану заміну компонентів енергоблоку
2. ↑  Ніко Гюлькенберг отримав штраф з втратою 5-ти місць за незаплановану заміну компонентів енергоблоку
3. ↑  Ленс Стролл буде змушений розпочати гонку з кінця пелетону за незаплановану заміну компонентів енергоблоку
4. ↑  Александр Албон буде змушений розпочати гонку з кінця пелетону за незаплановану заміну компонентів енергоблоку
5. ↑  Антоніо Джовінацці отримав штраф з втратою 5-ти місць за незаплановану заміну двигуна[6]
6. ↑  Карлос Сайнс отримав штраф з втратою 5-ти місць за незаплановану заміну модуля MGU-K, батареї та коробки передач
7. ↑  Данило Квят буде змушений розпочати гонку з кінця пелетону за незаплановану заміну компонентів енергоблоку. Він також отримав штраф із втратою 5-ти місць на старті за зміну коробки передач, однак це не вплине на його розташуваня на стартовій решітці
8. ↑  Роберт Кубіца не встановив часу під час кваліфікації, однак він розпочне гонку за рішенням стюардів[7]. Проте через заміну двигуна, коробки передач, турбо, модуля MGU-H та заднього антикрила він розпочне гонку з піт-лейну[6]

## Перегони
| Поз.                                                             | Пілот              | Конструктор     | Кола | Час/Відставання   | Очки |
| ---------------------------------------------------------------- | ------------------ | --------------- | ---- | ----------------- | ---- |
| 1                                                                | Шарль Леклер       | Ferrari         | 44   | 1:23:45.710       | 25   |
| 2                                                                | Льюїс Гамільтон    | Mercedes        | 44   | +0.981            | 18   |
| 3                                                                | Вальттері Боттас   | Mercedes        | 44   | +12.585           | 15   |
| 4                                                                | Себастьян Феттель  | Ferrari         | 44   | +26.422           | 12+1 |
| 5                                                                | Александр Албон    | Red Bull Racing | 44   | +1:21.325         | 10   |
| 6                                                                | Серхіо Перес       | Racing Point    | 44   | +1:24.448         | 8    |
| 7                                                                | Данило Квят        | Торо Россо      | 44   | +1:29.657         | 6    |
| 8                                                                | Ніко Гюлькенберг   | Renault         | 44   | +1:46.639         | 4    |
| 9                                                                | П'єр Гаслі         | Торо Россо      | 44   | +1:49.168         | 2    |
| 10                                                               | Ленс Стролл        | Racing Point    | 44   | +1:49.838         | 1    |
| 111                                                              | Ландо Норріс       | McLaren-Renault | 43   | Двигун            |      |
| 12                                                               | Кевін Магнуссен    | Haas-Ferrari    | 43   | +1 коло           |      |
| 13                                                               | Ромен Грожан       | Haas-Ferrari    | 43   | +1 коло           |      |
| 14                                                               | Данієль Ріккардо   | Renault         | 43   | +1 коло           |      |
| 15                                                               | Джордж Рассел      | Williams        | 43   | +1 коло           |      |
| 16                                                               | Кімі Ряйкконен     | Альфа Ромео     | 43   | +1 коло           |      |
| 17                                                               | Роберт Кубіца      | Williams        | 43   | +1 коло           |      |
| 181                                                              | Антоніо Джовінацці | Альфа Ромео     | 42   | аварія            |      |
| Схід                                                             | Карлос Сайнс       | McLaren-Renault | 1    | втрата потужності |      |
| Схід                                                             | Макс Ферстаппен    | Red Bull Racing | 0    | аварія            |      |
| Найшвидше коло: Себастьян Феттель (Ferrari) - 1:46.409 (36 коло) |                    |                 |      |                   |      |
| Джерела:                                                         |                    |                 |      |                   |      |

↑ 1. Ландо Норріс та Антоніо Джовінацці не фінішували, але були класифіковані, оскільки проїхали більше 90% дистанції гонки

## Положення в чемпіонаті після Гран-прі
|  | Поз. | Пілот             | Очки |
|  | ---- | ----------------- | ---- |
|  | 1    | Льюїс Гамільтон   | 268  |
|  | 2    | Вальттері Боттас  | 203  |
|  | 3    | Макс Ферстаппен   | 181  |
|  | 4    | Себастьян Феттель | 169  |
|  | 5    | Шарль Леклер      | 157  |

|  | Поз. | Конструктор     | Очки |
|  | ---- | --------------- | ---- |
|  | 1    | Mercedes        | 471  |
|  | 2    | Ferrari         | 326  |
|  | 3    | Red Bull Racing | 254  |
|  | 4    | Макларен        | 82   |
|  | 5    | Торо Россо      | 51   |